# جزيرة فورمسي
فورمسي (بالإستونية: Vormsi) هي رابع أكبر جزيرة في إستونيا، وتقع في بحر البلطيق، غرب البلاد، بين البر الرئيسي وجزيرة هيوما، تبلغ مساحتها حوالي 93 كيلومترًا مربعًا، وتُعد جزءًا من بلدية فورمسي ضمن مقاطعة لايني.

## السكان والطبيعة
يبلغ عدد سكان الجزيرة نحو 400 نسمة فقط، ما يجعلها واحدة من أقل الجزر الاستونية كثافةً بالسكان. ومع ذلك، فإن عدد السكان يزداد صيفًا بسبب السياحة وعودة السكان الموسميين.
تتمتع فورمسي بطبيعة هادئة ومناظر ساحلية جميلة، وتُعرف بتاريخها الثقافي المرتبط بمجتمع السويديين الإستونيين الذين سكنوها لقرون قبل الحرب العالمية الثانية. ما تزال آثار هذا التراث حاضرة في بعض المباني، والكنائس، وأسلوب الحياة.
الجزيرة متصلة بالبر الرئيسي عبر عبّارات من مرفأ روهكلّا (Rohuküla)، وتُعد وجهة مفضلة لمحبي الطبيعة والهدوء، بفضل غاباتها، وخلجانها، وتنوعها البيئي.